# Stockholms infanteriregemente
Stockholms infanteriregemente (I 31), även bara Stockholms regemente, var ett krigsförband inom svenska armén som verkade åren 1942–1949. Förbandsledningen var förlagd i Stockholms garnison, Stockholm.

## Historia
Genom försvarsbeslutet 1942 bildades ett fältregemente som under åren 1942–1949 bar namnet Stockholms infanteriregemente. Stockholms infanteriregemente var ett så kallat dubbleringsregemente till Svea livgarde (I 1). Dubbleringsregementet erhöll det ordinarie regementets nummer plus 30. Således satte Svea livgarde (I 1) upp ett dubbleringsregemente som fick beteckningen I 31. Samtliga dubbleringsregementena erhöll egna namn efter förbandets tradition, eller från dess upptagningsområde. Det fredstida regementet, det vill säga Svea livgarde, betecknades som I 1 depå, det för att särskilja det från krigsförbandet med samma beteckning.
Genom 1948 års försvarsbeslut övergick Krigsmakten till en brigadorganisation som var betydligt mer slagkraftig och starkare som förband. Totalt kom 35 infanteribrigader och pansarbrigader om 6 000 man vardera att organiseras åren 1949–1951, där man i viss mån övertog fältregementets namn och numrering. Fältregementet Livregementets grenadjärer (I 3) blev exempelvis Livbrigaden (IB 3), medan Nerikes regemente (I 33) blev Närkebrigaden (IB 33).
Stockholms infanteriregemente tillhörde de fältregementen som upplöstes. Detta skedde genom att de två ingående infanteribataljonerna fördelades som infanteri vid pansarbrigaderna Blåa brigaden (PB 6) och Södermanlandsbrigaden (PB 10).

## Namn, beteckning och förläggningsort
| Stockholms infanteriregemente | 1942-10-01 | – | 1949-09-30 |

| I 31 | 1942-10-01 | – | 1949-09-30 |

| Stockholms garnison (F) | 1942-10-01 | – | 1949-09-30 |